# 둔촌고등학교
둔촌고등학교(遁村高等學校)는 대한민국 서울특별시 강동구 둔촌동에 위치한 공립 고등학교이다.

## 학교 연혁
- 1997년 1월 15일 : 둔촌고등학교 설립 인가
- 1997년 3월 1일 : 초대 노수형 교장 취임
- 1997년 3월 3일 : 제1회 신입생 입학(15학급 남 363명, 여 432명)
- 1997년 8월 12일 : 체육관 개관
- 2000년 2월 11일 : 제1회 졸업식(789명 졸업)
- 2002년 7월 11일 : 정보 종합 센터 개관
- 2014년 3월 3일 : 과학교육 연구학교 운영
- 2021년 9월 1일 : 제10대 정복영 교장 취임
- 2023년 2월 7일 : 제24회 졸업식 (218명 졸업)
- 2023년 3월 2일 : 제27회 신입생 입학 (9학급 241명 남 139명, 여 102명)

## 참고 자료
- 둔촌고등학교 - 한국교육학술정보원 학교알리미